# Poul Preben Jørgensen
Poul Preben Jørgensen (17. februar 1892, Frisegade 173 i Nykøbing Falster – 6. oktober 1973 i København) var en dansk gymnast som deltog i OL 1912 i Stockholm.
Jørgensen vandt en bronzemedalje i gymnastik under OL 1912 i Stockholm. Han var med på det danske hold som kom på en tredjeplads i holdkonkurrencen for hold i frit system. Norge vandt konkurrencen.
Jørgensen blev født på Frisegade 173 i Nykøbing Falster, han var søn af Rasmus Peter Jørgensen og Mette Katrine Poulsen.